# Omak

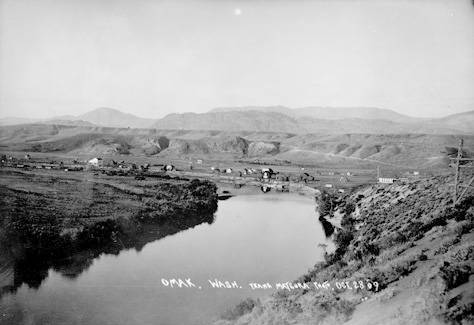
Omak 1909-ben

Omak (kiejtése: oʊˈmæk) az Amerikai Egyesült Államok északnyugati részén, Washington állam Okanogan megyéjében elhelyezkedő város. A 2010. évi népszámlálási adatok alapján 4845 lakosa van.

## Történet
Az Okanogan-völgy egykor az okanagan indiánok lakóhelye volt; területük egészen Brit Columbiáig terjedt. Az őslakosok fehér bőrű szőrmekereskedőkkel és misszionáriusokkal először a 19. században találkoztak, akikkel a Kettle-zuhatagnál és a Fraser folyó torkolatánál kereskedtek. Az indiánok a 18. századtól lovakat is tartottak, így territóriumuk jelentősen bővülhetett.
1811-ben az Okanogan és a Columbia folyók találkozásánál a Pacific Fur Company megépítette  a Fort Okanogant, amely később a North West Company, majd a Hudson’s Bay Company tulajdonába került. Másik fontos kereskedőhely volt még a Kettle-zuhatagnál létesített Fort Colvile. A szőrmekereskedők az Okanogan erőd és a kanadai Kamloops városa közti szállításhoz az Okanogan folyót használták; a későbbi Okanogan-ösvény a Fraser-kanyoni aranyláz idején fontos szerepet töltött be.
Európai-amerikai telepesek először az 1850-es években jelentek meg a térségben; az új lakók bányászásba és fafeldolgozásba fogtak, valamint gazdálkodni kezdtek. Ahogy a telepesek száma nőtt, gyakoriak lettek a területi viták köztük és az őslakosok között.
A kérdés megoldásához 1872-ben, Ulysses S. Grant elnöksége alatt a Colville rezervátum számára kétmillió hektár területet jelöltek ki. 1887-ben 12 törzs részvételével megalakult az országosan elismert Confederated Tribes of the Colville Reservation, amely a rezervátum közigazgatásáért felel. A szövetségi kormány később a rezervátum területét 1,1 millió hektárnyira csökkentette, amelyet a következő hatvan évben fokozatosan tovább szűkítenének.
A közeli Alma település 1886 körül jött létre, majd később J.I. Pogue gyümölcstermesztő tiszteletére a Pogue nevet vette fel. A helységet hamarosan Okanoganra nevezték át; mivel ezt Pogue nehezményezte, ezért kérte a korábban a Great Northern Railroadnál dolgozó építőmérnök Ben Rosst, hogy 6,4 kilométerre északra alapítson új települést. Ross 1907-ben találta meg a megfelelő helyszínt, ahol megalakult Omak; a név valószínűleg a szalis nyelvű „omache” („hatékony gyógyszer” vagy „bőség”) kifejezésből ered, és a helység éghajlatára utal, azonban William Bright gyűjtése szerint inkább az okanagan nyelvű „umák” szóból ered. Ross a jelenlegi Omak területén élőkkel kereskedni kezdett, majd lakóházat épített, ahol lányával, fiával és unokáival élt; ezzel ő lett a térség első fehér bőrű férfi lakója.
Az Okanogan Irrigation Project célja a mezőgazdaság fejlesztése volt; a projekt kivitelezésével sok farmer érkezett a településre. 1910-től számos alma-, körte-, barack- és dinnyeültetvény létesült. Omak 1910-ben statisztikai település volt; városi rangot 1911. február 11-én kapott. Az 1933-as válság idején lakosok nagy része a környékbeli településeken kényszerült állást keresni; sokan a Grand Coulee-gát építésénél dolgoztak, amely projekt 1933 és 1951 között ötezer embernek biztosított munkát. 1950-ben számos lakóépület mellett már egy templom is állt a városban.
Az 1910-es években a gazdaság fejlesztése érdekében a településen fűrészüzemet létesítettek, amelyet a közeli ültetvénnyel együtt az Omak Fruit Growers működtetett; később a Biles–Coleman Lumber Company a céget és annak létesítményeit is megvásárolta, 1924-ben pedig a város határain kívül, az Omak-hegyen egy újabb fafeldolgozót helyeztek üzembe. 1975-ben a vállalatot és az üzemeket felvásárolta a Crown Zellerbach, akik az üzemeltetést a Cavenham Forest Industrieson keresztül végezték. Munkahelyeik megtartása érdekében a korábbi alkalmazottak 45 millió dollárért megvásárolták a feldolgozót és Omak Woods Products néven működtették tovább, a létesítmény azonban az 1990-es évekbeli nehézségek miatt a 2000-ig tulajdonos Quality Veneerrel együtt bezárt. A fűrészüzemet később a Confederated Tribes of the Colville Reservation vásárolta meg 6,6 millió dollárért, azonban 2009-ben az alacsony kereslet miatt bezárták, így 130 munkahely szűnt meg. 2013-ban jelezték, hogy nyaranta újra működtetni kívánják a feldolgozót; 2016-ban az indián szervezet pedig közölte, hogy az üzemet sárgafenyő-feldolgozásra kívánják hasznosítani.

## Földrajz és éghajlat

### Földrajz
A Kanadával közös Oroville–Osoyoos határátkelőhely 72 kilométerre északra, az idahói államhatár pedig 260 kilométerre délkeletre található. Seattle 381 kilométerre délnyugatra fekszik. A város északi határán halad az Okanogan folyó, a déli határon pedig Okanogan település található; itt hegyek és erdők találhatóak. A helységtől északkeletre lévő statisztikai település neve annak közelsége miatt North Omak.
Az Okanogan-felföld lábánál fekvő Omak az egészen Brit-Columbiáig nyúló Okanogan régió, valamint Spokane-nel együtt a Columbia ökorégió része. Az Okanogan folyó a Columbia mellékágaként a település központján halad át. Az egyensúlyozó sziklájáról ismert Omak-tó Washington állam legnagyobb lefolyástalan medencéjű állóvize. A Crawfish tó 24 km-re északkeletre, az indián rezervátum és a nemzeti erdő határán fekszik. Az Okanogan–Wenatchee Nemzeti Erdőben számos hegycsúcs található.
A térség legalacsonyabb pontja az Okanogan folyó torkolata (240 m), míg legmagasabb pontja a Moses-hegy csúcsa (2065 m); a United States Geological Survey adatai alapján az átlagos tengerszint feletti magasság 257 méter. A Kis-Moses-hegy csúcsa 1818 méter, míg az Omak-hegyé 1752 méter magasan található. A települést nyugaton a Cascade-hegység északi vonulata határolja.
2010 áprilisában másfél négyzetkilométernyi területet Okanogantól Omakhez csatoltak, ezzel a város Nespelem Community, North Omak és Disautel után a megye legnagyobb területű helysége.

### Éghajlat
A város éghajlata meleg nyári kontinentális (a Köppen-skála szerint Dfb); a lehulló csapadék mennyisége kicsi, a nyarak forróak, a telek pedig hűvösek. Az átlaghőmérséklet a januári -8,6 °C-tól a júliusi 31,6 °C-ig terjed. A hidegrekord (-32 °C) 1950. február 1-jén, a melegrekord (46 °C) pedig 1928. július 26-án dőlt meg. A napi középhőmérséklet 9,2 °C. A legkevesebb csapadék (12 mm) augusztusban, míg a legtöbb (42 mm) decemberben hull.
Omakban a négy évszak jól elkülöníthető. A nyarak forróak és szárazak; a júliusi napi átlaghőmérséklet 22,3 °C; ezzel szemben a telek a legcsapadékosabbak, november és február között átlagosan 570 mm hó hull. A tavasz és az ősz enyhe, ilyenkor kevés csapadék hull. A város a földművelésügyi minisztérium besorolása alapján a 6a klímazónában fekszik. A 2012 júliusi vihart követően lezárták a U.S. Route 97 egy szakaszát, valamint több városi utcát is helyre kellett állítani. Az 1872. december 14-i földrengés epicentruma az Omak-tónál volt; a 6,5–7-es erősségű rengést egy utórengés is kísérte. 2011 novemberében egy másik, kisebb földrengés is volt a városban.
| Hónap                                                        | Jan.  | Feb.  | Már.  | Ápr. | Máj. | Jún. | Júl. | Aug. | Szep. | Okt.  | Nov.  | Dec.  | Év    |
| ------------------------------------------------------------ | ----- | ----- | ----- | ---- | ---- | ---- | ---- | ---- | ----- | ----- | ----- | ----- | ----- |
| Rekord max. hőmérséklet (°C)                                 | 16,0  | 17,0  | 26,0  | 36,0 | 38,0 | 43,0 | 46,0 | 42,0 | 39,0  | 32,0  | 25,0  | 19,0  | 46,0  |
| Átlagos max. hőmérséklet (°C)                                | −1,0  | 3,5   | 11,1  | 17,8 | 23,1 | 27,0 | 31,6 | 30,6 | 25,1  | 16,8  | 6,4   | 0,6   | 16,1  |
| Átlaghőmérséklet (°C)                                        | −4,8  | −1,2  | 4,7   | 10,1 | 14,7 | 18,6 | 22,3 | 21,4 | 16,2  | 9,3   | 1,9   | −2,8  | 9,3   |
| Átlagos min. hőmérséklet (°C)                                | −8,6  | −5,8  | −1,7  | 2,3  | 6,3  | 10,1 | 13,1 | 12,2 | 7,4   | 1,9   | −2,5  | −6,2  | 2,4   |
| Rekord min. hőmérséklet (°C)                                 | −30,0 | −32,0 | −22,0 | −9,0 | −7,0 | −1,0 | 2,0  | −1,0 | −7,0  | −13,0 | −21,0 | −29,0 | −32,0 |
| Átl. csapadékmennyiség (mm)                                  | 34    | 27    | 21    | 22   | 25   | 29   | 15   | 12   | 14    | 23    | 37    | 42    | 301   |
| Forrás: Western Regional Climate Center, The Weather Channel |       |       |       |      |      |      |      |      |       |       |       |       |       |

## Népesség
A 2010-es népszámláláskor a városnak 4845 lakója, 2037 háztartása és 1230 családja volt. A népsűrűség 484,5 fő/km2. A lakóegységek száma 2168, sűrűségük 216,8 db/km2. A lakosok 71,1%-a fehér, 0,6%-a afroamerikai, 17,4%-a indián, 0,6%-a ázsiai,  6,3%-a egyéb, 4%-a pedig kettő vagy több etnikumú. A spanyol vagy latino származásúak aránya 12,6% (11% mexikói, 0,1% Puerto Ricó-i,  1,4% egyéb spanyol vagy latino származású.)
A háztartások 27,6%-ában élt 18 évnél fiatalabb. 37,8% házas, 15,3% egyedülálló nő, 7,3% egyedülálló férfi, 39,6% pedig nem család. 34% egyedül élt; 15,9%-uk 65 éves vagy idősebb. Egy háztartásban átlagosan 2,36 személy élt; a családok átlagmérete 2,97 fő.
A medián életkor 38,6 év volt. A város lakóinak 24,9%-a 18 évesnél fiatalabb, 5,8% 18 és 24 év közötti, 23,8%-uk 25 és 44 év közötti, 25,4%-uk 45 és 64 év közötti, 17,7%-uk pedig 65 éves vagy idősebb. A lakosok 47,6%-a férfi, 52,4%-a pedig nő.

## Városkép
Omak tervezett város; kialakítása Ben Ross nevéhez fűződik. A település megalapításától számított egy éven belül a belvárosban már működött egy bank és egy szálloda, amit a környező, művelés alá vont területek egészítettek ki. Hamarosan megnyílt a postahivatal (akkor a helység még az Epley nevet viselte), az Omak Schoolhouse megnyitása után, 1906-ban Ben Ross pedig megalapította a tankerületet. 1910-ben a belvárosban húspiac, barkácsbolt, ügyvédi iroda, papíráru-üzlet és cukrászda is nyílt. Az egy évvel később az Okanogan folyón emelt acélhíd átadását követően azonnal leomlott, azonban később újjáépítették.
A település üzleti negyede a belvárosban helyezkedik el, emellett a helységben több templom is található. A postahivatal szerepel a történelmi helyek listáján. A Breadline Cafe a belváros neves étterme és zenés szórakozóhelye. A WA-215 mentén fekszik az Omak Memorial Cemetery (korábban Okanoma Cemetery), ahol hozzávetőlegesen 3747 síremlék található. A lakóövezetek a város keleti és déli oldalán terülnek el.
A városi kertészet munkáját elismervén Omak 2007 áprilisa óta tíz éven át elnyerte a „Tree City USA” kitüntetést. A természeti erőforrások állami hivatala 2013. április 11-én bejelentette, hogy Omak újra elnyerte a díjat a városi erdők 15 éven át történő gondozásáért. A város magát „Okanogan szívének” hívja; a megyei turisztikai ügynökség a térséget ugyanígy nevezi. A település hivatalos neve „City of Omak” („Omak városa”).

## Közigazgatás

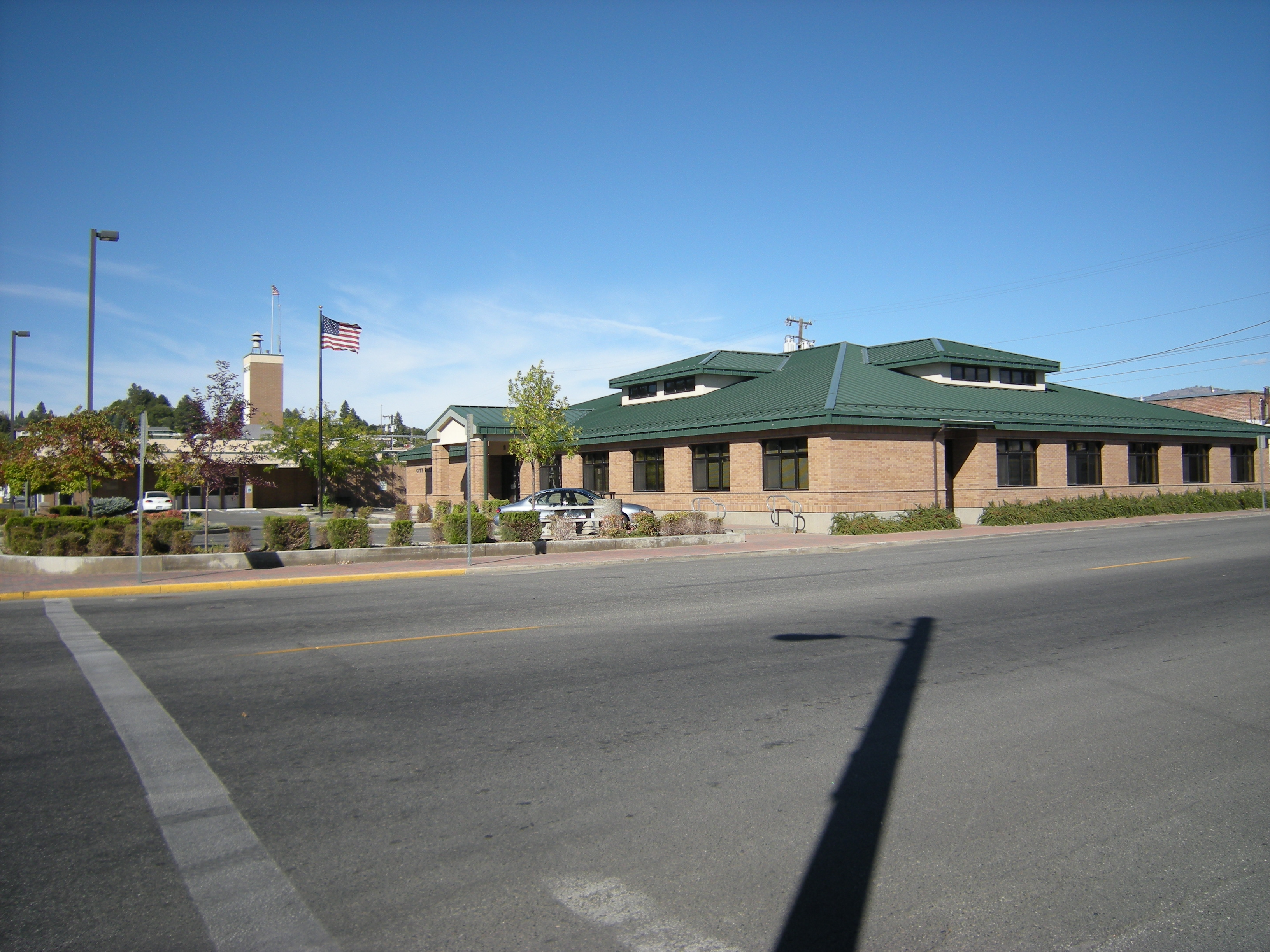
A városháza

A várost a polgármester (aki az észak-közép-washingtoni fejlesztési körzet megyei képviselője is) és a héttagú képviselőtestület irányítja; választásokat két évente tartanak. A települést érintő kérdésekben népszavazással döntenek. Szövetségi szinten Omak Washington negyedik kongresszusi körzetébe tartozik, melynek képviselője 2015 óta a republikánus Dan Newhouse. A jelenlegi polgármestert először 2000-ben választották a városi képviselőtestület tagjának; jelenlegi pozícióját 2009 májusa óta tölti be.
Washington állam szociális hálóért és egészségügyért felelős hivatala a városban kirendeltséget tart fenn. A város alapszabálya a korábbi vezetés alatt megszokottól eltérően nagyobb hatalommal ruházza fel a képviselőtestületet. Omak a víz- és csatornahálózatért, az utakért, járdákért, közvilágításért, épületellenőrzésért és a parkokért felelős bizottságokat és gyepmesteri szolgálatot tart fenn, továbbá a városi önkéntes tűzoltóságot is finanszírozza.
A nyolc tagú, városképért felelős bizottság a 2004 áprilisában elfogadott rendezési terv szerint Omak és térségének fejlesztéséért felelős, illetve a könyvtár üzemeltetésére is külön bizottságot jelöltek ki. A közszolgálati testület tagjait négy évre választják. Miután Conconully elvesztette adminisztratív központi funkcióját, a feladatot Omak töltötte be. A szesztilalom bevezetését az omakiak támogatták, az okanoganiak viszont ellenezték. A hadsereg két toborzóirodát tart fenn a városban. 1910-ben a településnek saját katonazenekara volt.
A város rendőrsége a rendőrfőnök mellett kilenc rendőrt és két irodai dolgozót alkalmaz. A bűnözési ráta 2004-ben volt a legmagasabb (százezer emberre 413 eset jutott).

## Gazdaság
Omak a megye vidéki területeinek kereskedelmi központja, emellett itt összpontosul a térség szolgáltatóipara. 2007-ben a megye adatai alapján a város jelentős gazdasági növekedést könyvelhetett el. A város legnagyobb iparága egykor a faipar volt: az 1990-es évek végén és a 2000-es évek elején a település két fűrészüzeme adta a munkahelyek 90%-át. Ebben az időben meghatározó volt még a szolgáltatóipar és a kereskedelem is; az ezekhez köthető munkakörökben 425 magánvállalkozás 3332 főt foglalkoztatott. A megye adminisztratív központja a szomszédos megyeszékhely, Okanogan.
2017-ben a 16 év felettiek közül 1928-an dolgoztak, közülük 170 fő valamely mezőgazdasághoz vagy erdészethez köthető munkakörben; a legtöbben (486 fő) az oktatásban, egészségügyben vagy a szociális ellátórendszerben találtak állást. A polgárok 46,1 százaléka munkanélküli; 27,6 százalék él a létminimum alatt, közülük 43,5% tizennyolc év alatti, 12,9 százalék pedig 65 év feletti. A megélhetési küszöb értéke 83,3; ez az állami és nemzeti átlagnál is alacsonyabb. A 2013–2017 közti felmérés alapján a medián bevétel háztartások esetén 47 565, míg családok esetén 54 583 dollár.
1993-ban nyílt meg a Walmart, amely az állam első hasonló méretű üzlete; vonzáskörzetében hatvanezren élnek. A bolt felépítéséhez 1992-ben 8657,4 négyzetméternyi területet jelöltek ki. A helyi kereskedők aggódtak amiatt, hogy az új hipermarket miatt csökkenni fog forgalmuk, mások viszont úgy látták, hogy a bolt fellendíti a város gazdaságát. A Walmart megnyitásával megugrott a településen vásárlók száma; 200 alkalmazottjával rövid ideig az üzlet volt a megye legnagyobb kereskedelmi létesítménye. A hipermarket nyitvatartása később napi 24 órára bővült.
Omak gazdaságában nagy szerepet tölt be a turizmus is; a Walmart mellett több bolt is foglalkozik a pihenéshez kapcsolódó termékek árusításával. A városban található a North Omak Business Park, ahol a 143 207 négyzetméter alapterületű Omache Shopping Center is működik; az 1987-ben megnyílt bevásárlóközpontban 12 bolt üzemel. A településen négy hotellánc is tart fenn szállodát.

## Infrastruktúra

### Közlekedés
A 2010-es becslés alapján a lakosok 89,3%-a autóval utazik a munkahelyére, ez magasabb az állami átlagnál (72,4%); négy százalék használt valamilyen autómegosztó szolgáltatást, ami szintén elmarad az állami átlagtól. A lakosok 3,8%-a választotta a gyaloglást (körülbelül megegyezik az állami átlaggal). Az ingázással töltött medián idő 13,9 perc; a háztartások átlagosan két járművel rendelkeznek. Az 1960-as években megépült a U.S. Route 97 elkerülő szakasza; az új úton számos, Omak belvárosát népszerűsítő hirdetmény helyeztek ki.
Az észak–déli irányban futó Washington State Route 215 Okanogan, míg a szintén észak–déli irányú US 97 és a WA-20 Okanogan mellett a Brewster irányú kapcsolatot biztosítja. Nespelembe a kelet–nyugati tájolású WA-155 vezet, amely később a 215-ös útba torkollik. A város lakóövezeteit az iparterületektől és országutaktól szervizutak választják el. A belváros fontosabb útjai a Riverside Drive, a Main Street és az Okoma Drive.
Omak vasúton, repülővel és buszokkal is megközelíthető. A Cascade and Columbia River Railroad vonatai észak–déli irányban Oroville felől Wenatchee irányába közlekednek, ahol keresztezik a BNSF vonalát. Az Omaki városi repülőtér fenntartója a város; futópályája Közép-Washington harmadik legnagyobbika. A repülőtérről hétköznapokon napi három charterjárat indul. A településen két magánfenntartású légikikötő is üzemel: ezek a Szárnyak Krisztusért repülőtér és a Mid-Valley Hospital helikopter-leszállója. A legközelebbi kereskedelmi repülőterek Pentictonban és East Wenatchee-ben találhatóak. A város buszközlekedését az Okanogan County Transportation & Nutrition biztosítja, emellett a településen megállnak az Amtrak és a Greyhound Lines autóbuszai is.

### Egészségügy
A város kórháza a harminc ágyas Mid-Valley Hospital, ahol sürgősségi ellátás, ápolási osztály, szülészet és traumatológia is elérhető, emellett a kórház biztosítja a város mentőkocsijait. Az intézményben tíz orvos és fogorvos, húsz ápoló és kettő, az ágyhoz kötöttek ellátását végző személy dolgozik. A településen 2000-ben nyitott meg az alternatív ellátást kínáló Okanogan Behavioral HealthCare, továbbá több idősotthon (Rosegarden Care Center, New LifeStyles és The Source for Seniors) is működik. A város klinikája 1996-ban épült; a szükséges 4,8 millió dollárt helyi forrásokból biztosították.

### Közművek
A város 1984 óta biztosítja a csatorna- és szennyvízhálózatot, valamint a hulladékszállítást. A hatvan év alattiak 10% közüzemi adót kötelesek fizetni. Az elektromos áramot az Okanogan County Public Utility District, a földgázt pedig az Amerigas biztosítja. Telefon- és tévészolgáltatás az AT&T-nél, míg internet többek között a CenturyLinknél és a Spectrumnál érhető el.

## Oktatás

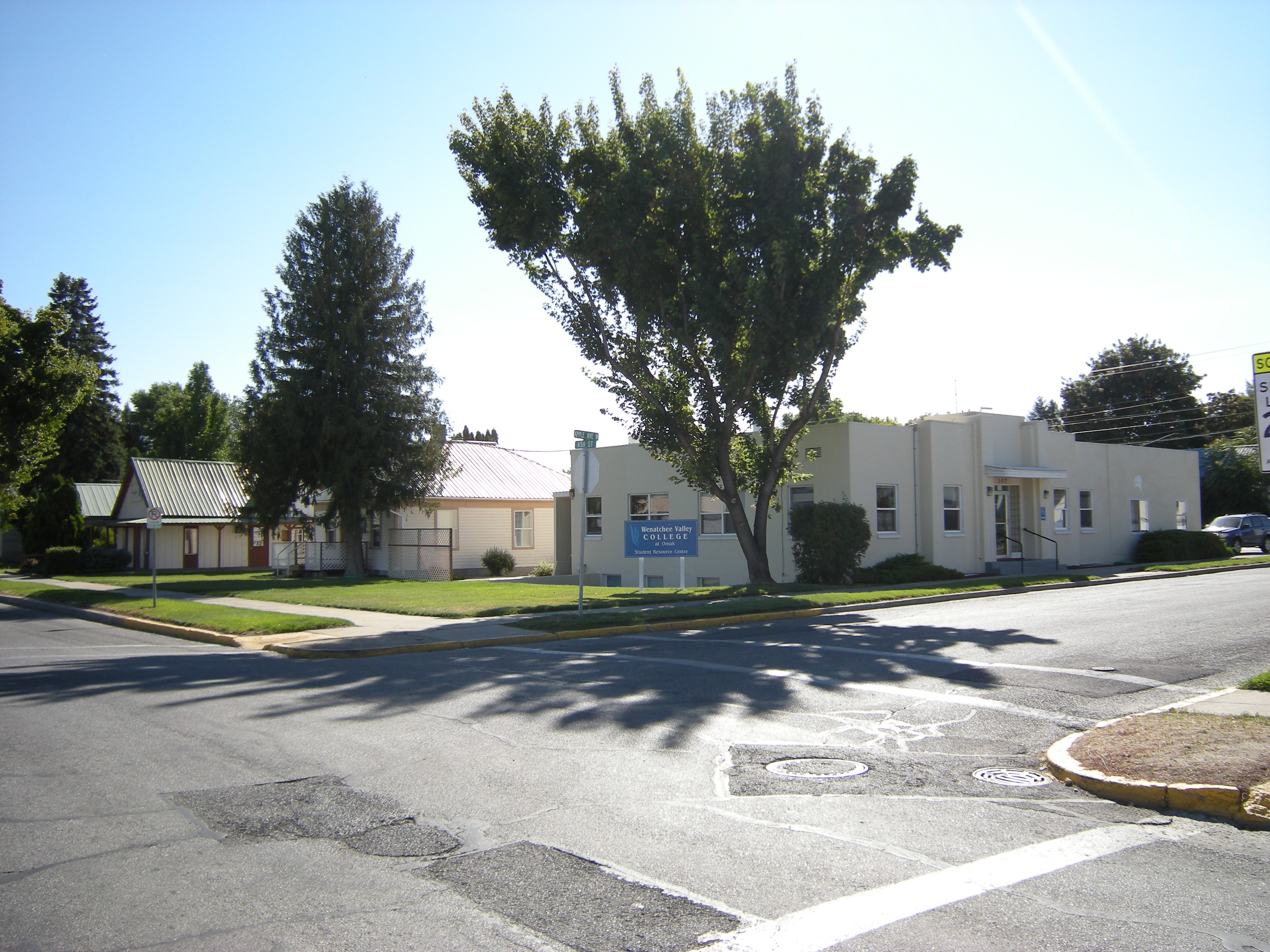
A Wenatchee-völgyi Főiskola omaki campusa

A 2010-es becslés alapján 1057 személy tanult felsőoktatásban; diplomát 504-en szereztek. A lakosok 85,7%-a rendelkezik érettségivel vagy hasonló végzettséggel. A város iskoláinak fenntartója a megye legnagyobb tankerülete, az Omak School District, amely két gimnáziumot, egy középiskolát, két általános iskolát és három virtuális intézményt tart fenn. Az 1919-ben épült Omak High Schoolban a 2017–18-as tanévben 392-en, az alternatív gimnáziumban pedig 17-en tanultak. Az Omak Middle Schoolban a 2017–18-as tanévben 351-en tanultak; a két általános iskolában a diákok száma ugyanezen tanévben 875 fő (505 a North Omak Elementary és 370 az East Omak Elementary esetében).
2010 februárjában Omak lett Washington harmadik olyan települése, ahol virtuális iskola működik; a 2017–18-as tanévben a Washington Virtual Academy általános iskolájában 1129-en, középiskolájában 1241-en, míg gimnáziumában 1224-en tanultak. A település vonzáskörzetében két egyházi intézmény működik: a Hetednapi Adventista Egyházhoz köthető Omak Adventist Christian School, illetve a Veritas Classical Christian School.
A North Central Regional Library által fenntartott Omaki Közkönyvtár 1956-ban nyílt meg az Omak városa által az állam felé előterjesztett beadványnak köszönhetően. A településen a Wenatchee-völgyi Főiskola és a Heritage University is tart fenn kihelyezett campust.

## Média
1910-ben C. P. Scates megalapította az Omak Chronicle című lapot, amely három év múlva The Omak–Okanogan County Chronicle néven már az egész megyét lefedte. 1998 februárjában létrejött az újság internetes változata, amelyet 2013 áprilisában 170 000-en tekintettek meg. A kiadvány ma már a szomszédos Ferry megyében is megjelenik. Omakban még két újság jelenik meg: az oroville-i Okanogan Valley Gazette-Tribune, valamint a wenatchee-i The Wenatchee World.
John P. és Becki Andrist három rádióadóhoz rendelkezik sugárzási engedéllyel. A Radio Okanogan márkanév alatt működő KOMW huszadik századi rock and roll és popdalokat, az Okanogan Country Radio márkanév alatt a Citadel Media és a Dial Global műsorait sugárzó KNCW countryt, a KZBE pedig felnőtt kortárs dalokat játszik. A KQWS a Northwest Public Radio részeként a Washingtoni Állami Egyetemen működik.
A városban minden nagyobb kábeltelevíziós csatorna, emellett öt másik, angol nyelvű adó is befogható; továbbá a kanadai Vancouverből sugárzó CHAN-DT műsora is látható. A PBS részeként működő KSPS-TV műsorát a K17EV-D, a CBS-hez köthető KREM műsorát a K07DG, az ABC-hez kapcsolódó KXLY-TV-ét pedig a K09DG átjátszóadó sugározza. A Mountain Licenses tulajdonában álló átjátszóadók a KHQ-TV-t továbbító K11DM, a K19AU-D, illetve a KAYU-TV műsorát sugárzó K31AH-D. A településen elérhető még a Three Angels Broadcasting Network tulajdonában álló K26GV-D, illetve a Riverside-ból sugárzó K08CY, K10DM és K12CV is.

## Turizmus

### Kultúra és szórakozás

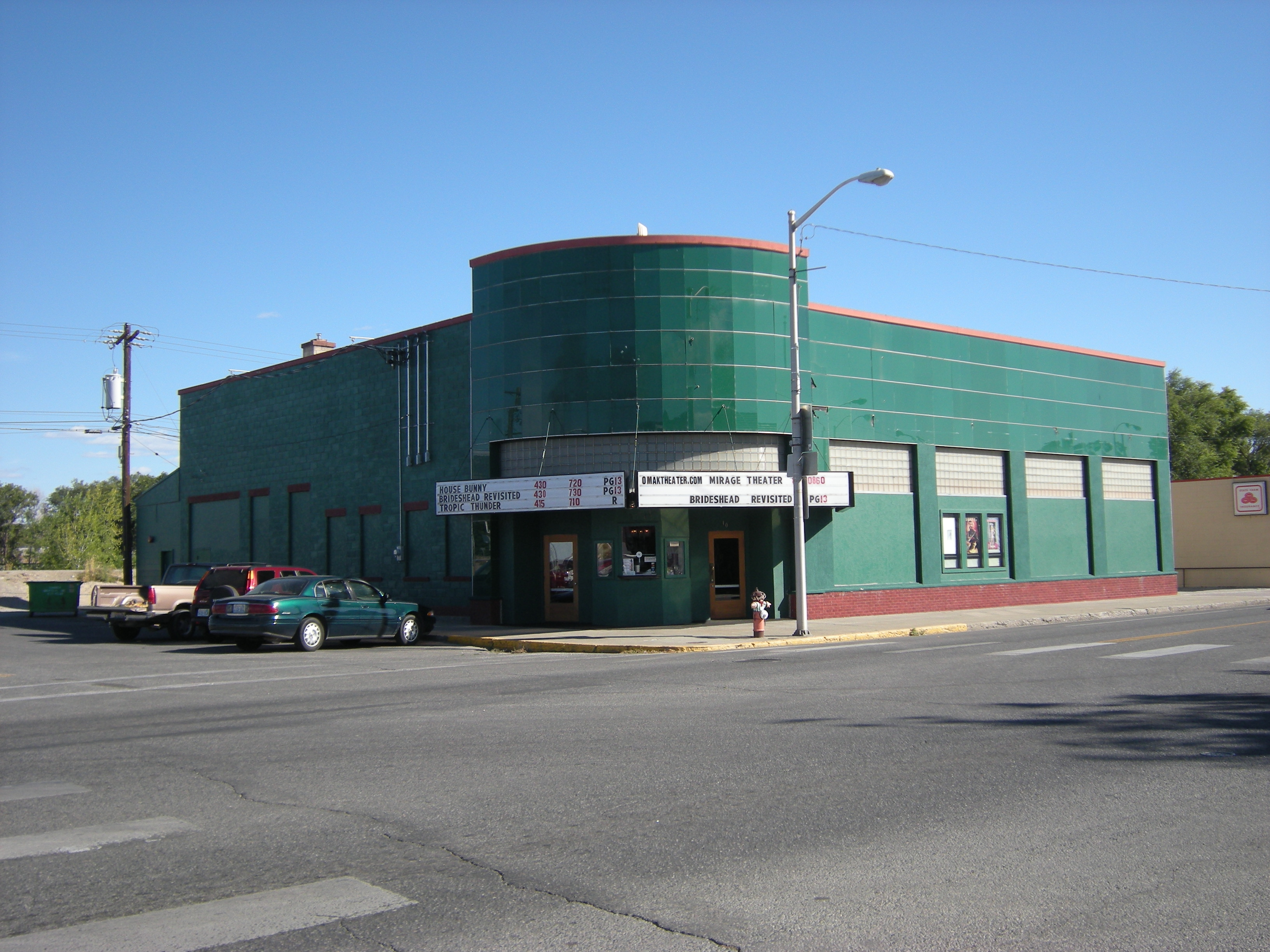
A Mirage Theater

A Suicide Race lovasversenyt megrendező Omak Stampede otthona az 1933-ban épült, 2009-ben felújított Stampede Arena. Az augusztus második hétvégéjén megrendezett lovasverseny harmincezer látogatót vonz; ennek során a résztvevőknek a 62 fokos meredekségű, 69 méter hosszú Suicide-dombon kell az Okanogan folyóhoz ügetniük. A részvételhez a lovaknak állatorvosi vizsgálaton és úszáspróbán kell átesniük. Az esemény ellenében több állatvédő szervezet (például Progressive Animal Welfare Society, In Defense of Animals és Humane Society of the United States) is felszólalt.
Az Omak Film Festival során a Wenatchee-völgyi főiskolán és az Omak Theaterben mutatnak be filmeket. A városban két karnevált rendeznek: az Okanogan County Fair a vásártéren tartott rendezvénysorozat, az Omak Western and Native Art Show pedig az indiánokra fókuszál. A központi kerületben történelmi városnéző túrákat indítanak, illetve egy az indián szobrászatot bemutató kiállítóteret is létesítettek. A városban két mozi működik: az 1928-ban épült Omak Theater egy, míg a 2004-ben nyílt Mirage Theater három vászonnal rendelkezik. 1948-ban terveztek egy autósmozit is, ez azonban soha nem készült el.
A város látogatóközpontjában a megyét bemutató történelmi képek láthatóak. A megyei múzeumban tűzoltóállomás, kutatóközpont, családfakutatás és történelmi fotók kerülnek bemutatásra. Az iskolakerület által 1989-ben megnyitott Omak Performing Arts Center egy 500 fő befogadására alkalmas rendezvényközpont. A Confederated Tribes of the Colville Reservation által 2008 óta üzemeltetett kaszinóban négyszáz nyerőgép, kongresszusi központ és játékterem található.

### Pihenés és sport

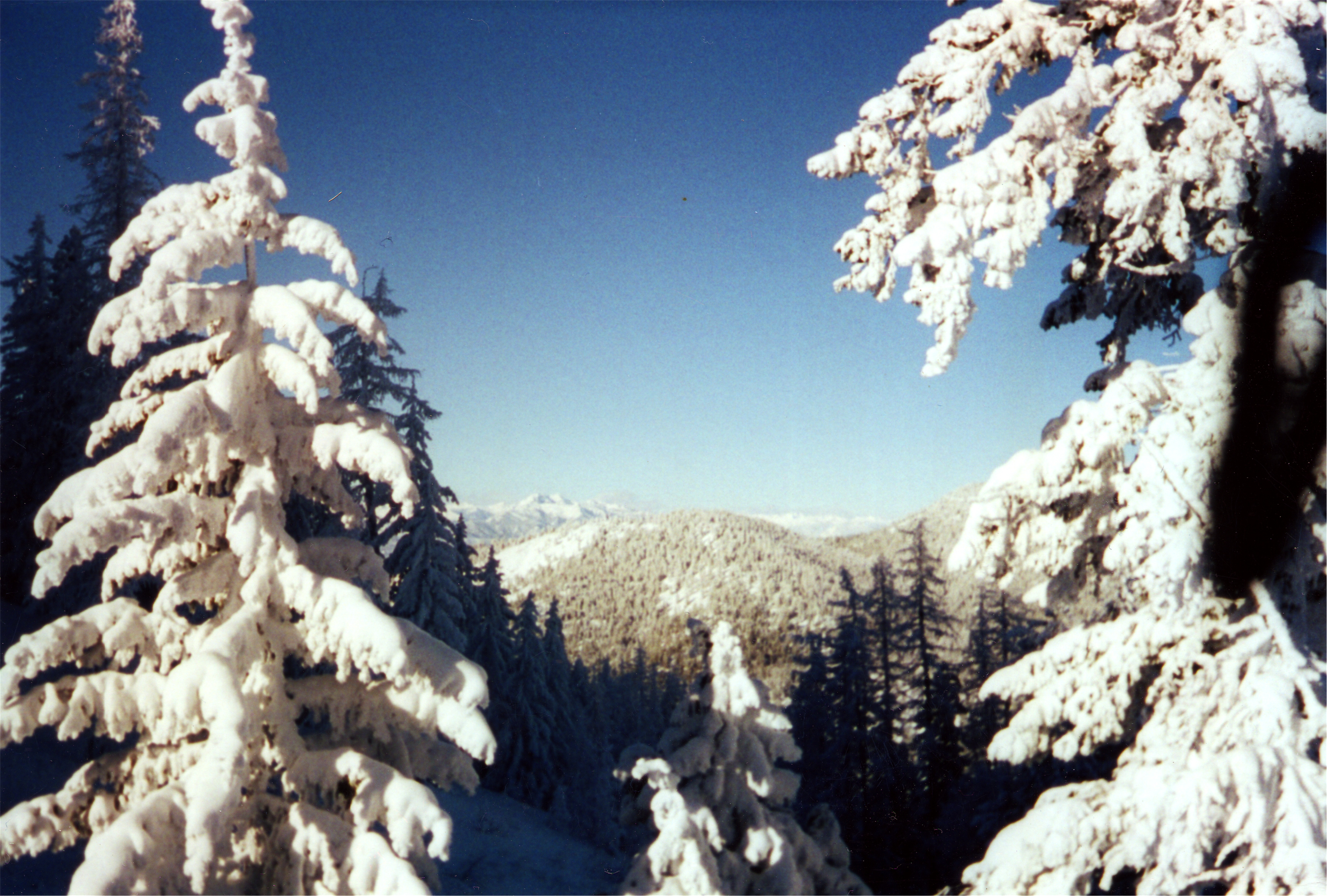
A Loup Loup Ski Bowl

A térség enyhe éghajlata és a vizekhez való közelsége miatt Omak kedvelt turistacélpont. A településen nyolc park található, melyekért a parkfenntartásért létrehozott bizottság felel; a legnagyobb a harmincegy hektáros Eastside Park, ahol úszómedence, gördeszkapark, baseball-, futball-, tenisz- ész kosárlabdapályák is találhatók. A legrégebbi ilyen létesítmény a Civic League Park, míg a legújabb a Dalton Klessig Park. Omaknak nyolc, összesen negyven hektár területű homokos partszakasza van. Horgászni az Omak, a Fry, a Duck, a Conconully és a Crawfish tavakban, illetve az Okanogan folyóban is lehet; mindegyikben számos halfaj él. A Valley Lanes bowlingpályán versenyeket is rendeznek. A városban található egy golfklub (Okanogan Valley Golf Club) is.
Az Okanogan–Wenatchee Nemzeti Erdő a nyugati part legnagyobb erdeje; itt a túrázás mellett síelésre is lehetőség nyílik. 2005-ben 397 ezren látogattak ide; többségük 80 kilométernél messzebbről érkezett. Túrázni az Omak és Moses hegyeken, míg síelni a negyven kilométerre nyugatra fekvő Loup Loup Ski Bowlnál lehet. A térségben fürjek, récék, pulykakeselyűk, vadpulykák és rétisasok is élnek.
A térségben számos kemping található; lakóautók kiszolgálására a Carl Precht Memorial, a Sunset Lakes és a Margie’s RV Park alkalmas. A régió az 1970-es évek óta alkalmas sziklamászásra. A helyi gimnázium sportegyesülete az Omak Pioneers, melynek nem és életkor szerint elkülönített baseball-, kosárlabda-, amerikaifutball-, labdarúgó-, röplabda- és bírkózócsapatai is vannak. A térségben több helyen lehet quadokat bérelni.

## Nevezetes személyek
- Don McCormack – baseballjátékos[204]
- Joe Feddersen – szobrász, festő és fényképész, az Evergreen Állami Főiskola oktatója[205]
- Marv Hagedorn – politikus, az idahói szenátus tagja[206]
- William Stephen Skylstad – római katolikus püspök[207]

## Testvérváros
- Summerland, Kanada[208]

## Fordítás
- Ez a szócikk részben vagy egészben  az   Omak, Washington című angol Wikipédia-szócikk ezen változatának fordításán alapul.  Az eredeti cikk szerkesztőit annak laptörténete sorolja fel. Ez a jelzés csupán a megfogalmazás eredetét és a szerzői jogokat jelzi, nem szolgál a cikkben szereplő információk forrásmegjelöléseként.